# ॡ
ॡ is een teken uit de Devanagari abugida. Het teken is kunstmatig en vertegenwoordigt een lettergreepmedeklinker-klank (weergegeven in IAST als ḹ Ḹ), die gezien kan worden als het lange klinkerequivalent (dīrgha) van het karakter ऌ (IAST:ḷ Ḷ). De hoofdreden dat deze letter bestaat is om de symmetrie van het schriftsysteem te behouden; bij iedere korte klinker vorm hoort ook een lange variant. Het karakter wordt behalve in sommige technische teksten van grammatica-experts in geen enkel woord gebruikt.

## Codering

### Unicode
In Unicode vindt men de ॡ onder het codepunt U+0961 (hex). Het teken is in 1991 aan de Unicode 1.1 standaard toegevoegd.

### HTML
In HTML kan men in hex de volgende code gebruiken: &#x0961;.